# Acidose metabólica de intervalo aniônico elevado
A acidose metabólica de intervalo aniônico elevado ou acidose metabólica normoclorêmica é caracterizada pelo acúmulo de ácidos fixos no organismo sem alteração na concentração plasmática de cloro, resultando num intervalo aniônico elevado.

## Intervalo aniônico
Para que a eletroneutralidade do organismo seja mantida, a soma de todos os cátions do nosso corpo deve ser igual a soma de todos os ânions. O principal cátion do organismo é o sódio e os principais ânions são o bicarbonato e o cloro. Considere o valor normal de sódio no plasma sendo 140 mEq/L, o de cloro de 105 mEq/L e bicarbonato de 24 mEq/L. Pelo princípio da eletroneutralidade, a soma dos cátions deve ser igual ao somatório dos ânions, porém, a soma do cloro com o bicarbonato não se iguala ao valor do sódio, faltado 11 unidades para isso. Essas 11 unidades faltantes são os ânions não mensuráveis, ou seja, não medidos pelos exames de sangue de rotina. Essa diferença que falta para igualar a soma de cátions e ânions (que corresponde aos ânions não mensuráveis) recebe o nome de "anion gap", "hiato aniônico" ou "intervalo aniônico". Considera-se o valor normal de anion gap entre 4 e 12.

## Causas
A acidose metabólica de intervalo aniônico elevado é causada pelo acúmulo de ácidos no organismo, pelos mecanismos exemplificados abaixo:
- Produção aumentada de ácido no organismo:
  - Cetoacidose diabética[5]
  - Cetoacidose alcoólica[6]
  - Acidose lática[7]
  - Cetose de jejum[8]

- Intoxicação exógena:
  - Etilenoglicol[9]
  - Metanol[9]
  - Ácido acetilsalicílico[10]
  - Acetaminofeno[8]
  - Tolueno[11]

- Déficit na excreção de ácidos:
  - Insuficiência renal crônica[12]

## Fisiopatologia

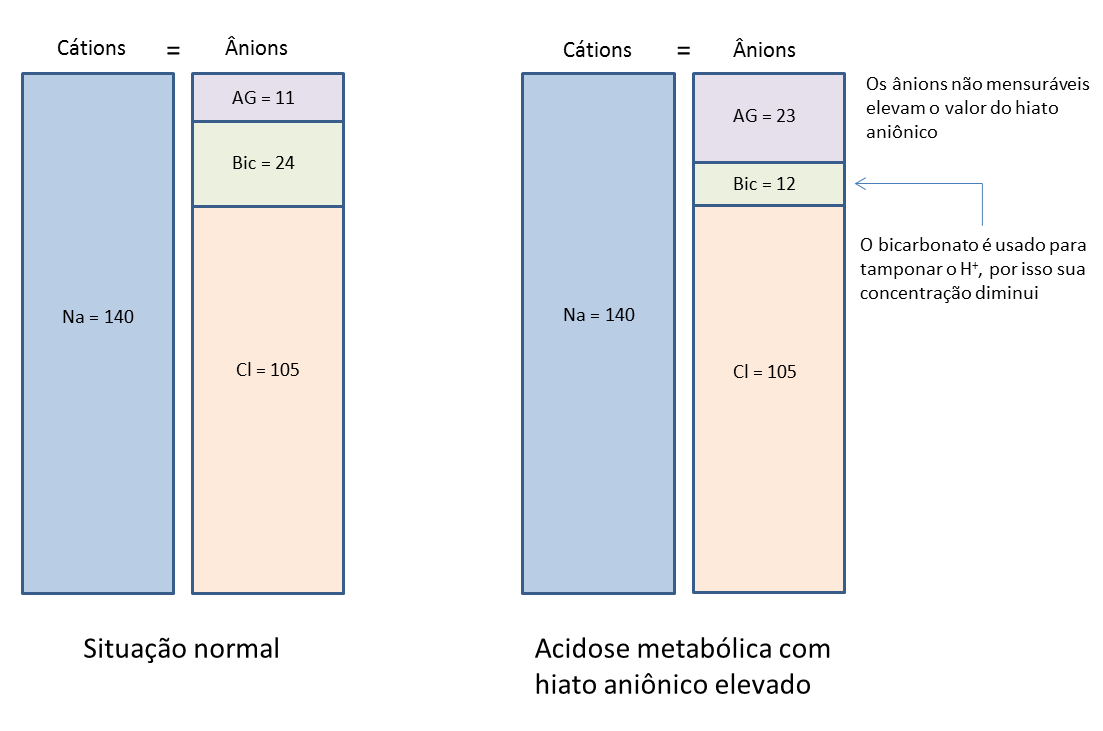
Acidose metabólica com hiato aniônico elevado

Na acidose, o ácido em excesso se dissocia em H+ e sua base conjugada, ou seja, um ânion que fará parte do hiato iônico. O H+ desse ácido excedente é rapidamente tamponado pelo bicarbonato sanguíneo. O cloreto é um ânion rapidamente excretado pelos rins, porém os ânions diferentes do cloreto, têm uma excreção bem mais lenta. Assim, o acúmulo desses ânions leva ao desenvolvimento de acidose metabólica com intervalo aniônico elevado. Esse tipo de acidose é mantida enquanto o ânion derivado da sobrecarga ácida permanecer na circulação sanguínea pelos seguintes mecanismos:
1. O ânion não é filtrado pelo glomérulo, como por exemplo na insuficiência renal crônica
2. O ânion é filtrado mas rapidamente reabsorvido para a circulação sanguínea
3. Alterações em vias metabólicas impedem que o ânion seja reutilizado pelo organismo, por exemplo: cetoacidose e acidose lática

A retenção de ácido com ânion diferente do cloreto promove a elevação do anion gap, acima de 12. Nesses casos, a concentração plasmática de cloro não se altera e por essa razão essa acidose também é conhecida como acidose metabólica com anion gap aumentado ou normoclorêmicas.
Substâncias responsáveis pela elevação do intervalo aniônico e suas respectivas patologias associadas
| Condição clínica                       | Ânion e ácidos acumulados            |
| -------------------------------------- | ------------------------------------ |
| Acidose lática                         | Lactato                              |
| Cetoacidose diabética                  | β-hidroxibutirato, acetoacetato      |
| Cetoacidose alcoólica                  | principalmente β-hidroxibutirato     |
| Cetose de jejum                        | β-hidroxibutirato, acetoacetato      |
| Insuficiência renal crônica            | Sulfatos, fosfatos, ácidos orgânicos |
| Intoxicação por metanol                | Ácido fórmico                        |
| Intoxicação por etilenoglicol          | Oxalato e glicolato                  |
| Intoxicação por ácido acetilsalicílico | Lactato e cetonas                    |
| Intoxicação por tolueno                | Ácido fórmico, ácido hipúrico        |
| Intoxicação por acetaminofeno          | Ácido piroglutâmico                  |

## Tratamento
A conduta adotada é o tratamento da doença de base que levou à acidose.